# Метод подвижных клеточных автоматов
Метод подвижных клеточных автоматов (MCA, от англ. movable cellular automata) — это метод вычислительной механики деформируемого твёрдого тела, основанный на дискретном подходе. Он объединяет преимущества метода классических клеточных автоматов и метода дискретных элементов. Важным преимуществом метода МСА является возможность моделирования разрушения материала, включая генерацию повреждений, распространение трещин, фрагментацию и перемешивание вещества. Моделирование именно этих процессов вызывает наибольшие трудности в методах механики сплошных сред (метод конечных элементов, метод конечных разностей и др.), что является причиной разработки новых концепций, например, таких как перидинамика. Известно, что метод дискретных элементов весьма эффективно описывает поведение гранулированных сред. Особенности расчета сил взаимодействия между подвижными клеточными автоматами позволяют описывать в рамках единого подхода поведение как гранулированных, так и сплошных сред. Так, при стремлении характерного размера автомата к нулю формализм метода MCA позволяет перейти к классическим соотношениям механики сплошной среды.

## Основные положения метода

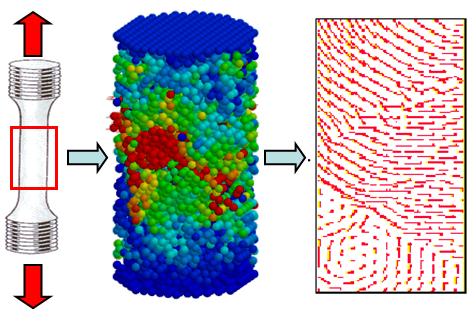
Объект (слева) описывается в виде набора взаимодействующих автоматов (в центре). Справа представлено поле скоростей автоматов.

В рамках метода MCA объект моделирования описывается как набор взаимодействующих элементов/автоматов. Динамика множества автоматов определяется силами их взаимодействия и правилами для изменения их состояния. Эволюция этой системы в пространстве и во времени определяется уравнениями движения. Силы взаимодействия и правила для связанных элементов определяются функциями отклика автомата. Эти функции задаются для каждого автомата. В течение движения автомата следующие новые параметры клеточного автомата рассчитываются: Ri — радиус-вектор автомата; Vi — скорость автомата; {\displaystyle \omega }i — угловая скорость автомата; {\displaystyle \theta }i — вектор поворота автомата; mi — масса автомата; Ji — момент инерции автомата.

## Новая концепция — концепция соседей

Каждый автомат имеет несколько соседей

Новая концепция метода MCA основана на представлении состояния пары автоматов (связывает пару взаимодействующих автоматов) в дополнении к обычному состоянию отдельного автомата. Заметим, что учёт этого определения позволяет перейти от статической сеточной концепции к концепции соседей. В результате этого, автоматы имеют возможность менять своих соседей путём переключения состояния(зависимостей) пар.

## Определение параметров состояния пары автоматов
Ввод нового типа состояния требует нового параметра используемого в качестве критерия переключения в состояние связанные. Это определяется как параметр перекрытия автоматов hij. Итак, связь клеточных автоматов характеризуется величиной их перекрытия.
Начальная структура формируется установкой свойств особой связи между каждой парой соседних элементов.

## Критерии переключения пары автоматов в состояние связанные

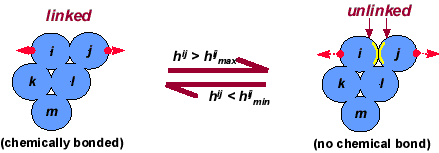
Пара автоматов ij слева находятся в связанном состоянии, справа — в несвязанном.

По сравнению с методом классических клеточных автоматами в методе MCA не только единичный автомат, но и также связи автоматов могут переключаться. В соответствии с концепцией бистабильных автоматов вводится два состояния пары (взаимосвязь):
| связанные   | оба автомата принадлежат одному сплошному телу                                 |
| несвязанные | каждый автомат принадлежит разным телам или фрагментам поврежденного материала |

Итак, изменение состояния связи пары определяется относительным движением автоматов, и среда, формируемая такими парами, может быть названа бистабильной средой.

## Уравнения движения MCA
Эволюция MCA среды описывается следующими уравнениями трансляционного движения:
{\displaystyle {d^{2}h^{ij} \over dt^{2}}=\left({1 \over m^{i}}+{1 \over m^{j}}\right)p^{ij}+\sum _{k\neq j}C(ij,ik)\psi (\alpha _{ij,ik}){1 \over m^{i}}p^{ik}+\sum _{\ell \neq i}C(ij,j\ell )\psi (\alpha _{ij,j\ell }){1 \over m^{j}}p^{j\ell }}

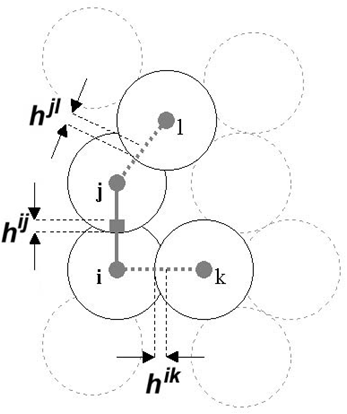
Учет сил, действующих между автоматами ij со стороны их соседей.

Здесь mi это масса автомата i, pij это центральная сила действующая между автоматами i и j, C(ij, ik) это особый коэффициент ассоциированный с переносом параметра h из пары ij к ik, ψ(αij, ik) это угол между направлениями ij и ik.
Вращательные движения также могут быть учтены с точностью ограниченной размером клеточного автомата. Уравнения вращательного движения могут быть записаны следующим образом:
{\displaystyle {d^{2}\theta ^{ij} \over dt^{2}}=\left({q^{ij} \over J^{i}}+{q^{ji} \over J^{j}}\right)\tau ^{ij}+\sum _{k\neq j}S(ij,ik){q^{ik} \over J^{i}}\tau ^{ik}+\sum _{l\neq j}S(ij,jl){q^{jl} \over J^{j}}\tau ^{jl}}
1. include <iostream>

using namespace std;
struct spis {
	int info;
	spis* next, * prev;
} *b, * e, * t;
void Add_Spis(int kod, spis** b, spis** e, int in);
void view(spis** b, spis** e, spis* t);
void create_spis(spis** b, spis** e, int in);
void Add_Spis(int kod, spis** b, spis** e, int in)
{
	t = new spis;
	t->info = in;
	if (kod == 0) {
		t->prev = NULL;
		t->next = *b;
		(*b)->prev = t;
		*b = t;
	}
	else {
		t->next = NULL;
		t->prev = *e;
		(*e)->next = t;
		*e = t;
	}
}

void view(spis** b, spis** e, spis* t)
{
	t = *e;
	while (t != NULL)
	{
		cout << t->info;
		t = t->prev;
	}
	cout << endl;
}
void create_spis(spis** b, spis** e, int in) {
	t = new spis;
	t->info = in;
	t->next = t->prev = NULL;
	*b = *e = t;
}
void main()
{
	int qt, in, kod, i, sum = 0;
	cout << "Vvedite kol-vo elementov" << endl;
	cin >> qt;
	cout << " Vvedite 1 element spiska" << endl;
	cin >> in;
	create_spis(&b, &e, in);
	for (i = 0; i < qt - 1; i++)
	{
		cout << "Vvedite 0 esli dobavit' v nachalo ili 1 dlja dobavlenija v konec" << endl;
		cin >> kod;
		cout << "Vvedite info" << endl;
		cin >> in;
		Add_Spis(kod, &b, &e, in);
	}
	cout << "Vvedenii elementi" << endl;
	view(&b, &e, t);
	t = b;
	while (t != NULL)
	{
		sum += t->info;
		t = t->next;
	}
	double sr = 0;
	sr = (double)sum / qt;
	t = e;
	while (t != NULL)
	{
		if (t->info < sr)
		{
			if (t == b)
			{
				b = b->next;
				delete t;
				t = b;
			}
			else {
				if (t == e)
				{
					e = e->prev;
					delete t;
					t = e;
				}
				else
				{
					spis* q = t;
					(t->next)->prev = t->prev;
					(t->prev)->next = t->next;
					delete q;
					t = t->prev;
				}
			}
		}
		else
			t = t->prev;
	}
	cout << "Vipolnenie zadaniya" << endl;
	view(&b, &e, t);
}
Здесь Θij угол относительного поворота (это параметр переключения подобно hij трансляционного движения), qij(ji) это расстояние от центра автомата i(j) до точки контакта с автоматом j(i) (угловой момент), τij это парное тангенциальное взаимодействие, S(ij, ik(jl)) это особый коэффициент ассоциированный с параметром переноса Θ от одной пары к другой (это похоже на C(ij, ik(jl)) из уравнений трансляционного движения).
Следует отметить, что уравнения полностью аналогичны уравнениям движения для многочастичной среды.

## Определение деформации пары автоматов
Смещение пары автоматов

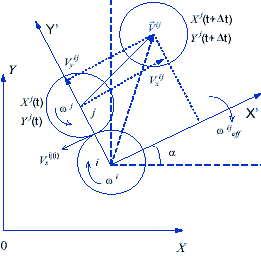
Вращение тела как целого не приводит к деформации между автоматами

Безразмерный параметр деформации для смещения i j пары автоматов записывается как:
{\displaystyle \varepsilon ^{ij}={h^{ij} \over r_{0}^{ij}}={\left(q^{ij}+q^{ji}\right)-\left(d^{i}+d^{j}\right){\big /}2 \over \left(d^{i}+d^{j}\right){\big /}2}}
В этом случае:
{\displaystyle \left(\Delta {\varepsilon ^{i(j)}}+\Delta {\varepsilon ^{j(i)}}\right){\left(d^{i}+d^{j}\right) \over 2}=V_{n}^{ij}\Delta {t}}
где Δt временной шаг, Vnij — зависимая скорость.
Вращение пары автоматов может быть посчитано аналогично с связью последнего смешения.

## Описание необратимой деформации в методе MCA

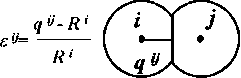
Деформация определяется величиной перекрытия автоматов

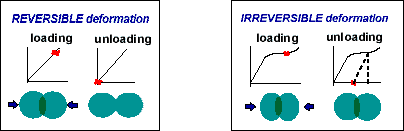
Существует два типа функций отклика автоматов

Параметр εij используется как мера деформации автомата i взаимодействующего с автоматом j. Где qij — расстояние от центра автомата i до точки его контакта с автоматом j; Ri=di/2 (di — размер автомата i).
Например, титановый образец при циклическом нагружении (растяжение-сжатие). Диаграмма деформирования показана на следующем рисунке:
| схема нагружения | Диаграмма деформирования                   |
| ---------------- | ------------------------------------------ |
|                  |                                            |
|                  | (Красные точки — экспериментальные данные) |

## Преимущества метода MCA
Благодаря подвижности каждого автомата метод MCA позволяет напрямую учитывать такие события как:
- перемешивание масс
- эффект проникновения
- химические реакции
- интенсивные деформации
- фазовые превращения
- накопление повреждений
- фрагментация и трещины
- генерация и развитие повреждений

Используя различные граничные условия разных типов (жесткие, упругие, вязко-упругие, т.д.) можно имитировать различные свойства окружающей среды, содержащей моделируемую систему. Можно моделировать различные режимы механического нагружения (растяжение, сжатие, сдвиг, т.д.) с помощью настроек дополнительных состояний на границах.

## Программное обеспечение
- Реализация MCA в рамках свободного пакета LIGGGHTS (в разработке).
- Программа для моделирования материалов в дискретно континуальном подходе «FEM+MCA»: Номер государственной регистрации в ОФАП (Патент): 50208802297 / Смолин А. Ю., Зелепугин С. А., Добрынин С. А.; заявитель и организация-разработчик ГОУ ВПО Томский государственный университет. — зарег. 28.11.2008; свидетельство ОФАП № 11826 от 01.12.2008.
- Программа для компьютерного моделирования деформации и разрушения наноструктурированных поверхностных слоёв металлокерамических композиционных материалов с явным учётом структурных элементов микро- и наноскопического масштабов на основе метода подвижных клеточных автоматов: Свидетельство о государственной регистрации программ для ЭВМ № 2016614245 / Шилько Е.В., Смолин А. Ю., Коростелев С. Ю., Димаки А. В., Астафуров С.В.; Правообладатель: Федеральное государственное бюджетное учреждение науки Институт физики прочности и материаловедения Сибирского отделения Российской академии наук (ИФПМ СО РАН); дата регистрации 19.04.2016.]